# Tagebaulokomotive KEL 3
Die elektrische Tagebaulokomotive KEL 3 wurden von 1939 bis 1954 bei AEG in 45 Exemplaren und von 1939 bis 1944 von Henschel sowie SSW in 39 bekannten Exemplaren gefertigt. Sie wurden als Kriegselektrolokomotive (KEL) eingestuft.
Die Lokomotiven waren die größten und stärksten damals gefertigten Tagebaulokomotiven und hatten bei ihren Einsatzgebieten entsprechende Spitznamen wie Jumbo oder Tarzan. Die letzte Maschine wurde 1989 ausgemustert, es ist keine Lokomotive erhalten geblieben.

## Geschichte
Die Lokomotiven waren zu ihrer Zeit die größten Tagebaulokomotiven und entstanden in etwa der gleichen Zeit wie die DR-Baureihe E 94. Sie wurden für den Tagebau in dreiteiliger Ausführung mit jeweils der Achsfolge Bo' je Einheit ausgeführt. Hintergründe waren die schlechte Gleislage im Tagebau und die besseren Wiedereingleisungsmöglichkeiten bei zu erwartenden Entgleisungen. Sie entstanden in einer Zeit, wo die Förderung der freigelegten Kohle über Förderbänder noch nicht überall verbreitet war und für den Transport der Kohle über Steigungen bis 40 ‰ entsprechend starke und schwere Lokomotiven benötigt wurden.
Auslöser für die Bestellung waren das Bitterfelder Bergbaurevier und der Tagebau Deuben. Die Ausschreibung für das Bitterfelder Bergbaugebiet gewann die AEG, für das Gebiet um Deuben Henschel und SSW.
Beide Konstruktionen waren im Äußeren und in der technischen Ausführung teilweise grundlegend verschieden.

### AEG-Lokomotiven
Die ersten Lokomotiven von AEG wurden 1939 ausgeliefert. Diese waren mit dem Spannungssystem von 1200 V Gleichspannung ausgeführt. Sie wurden in den jeweiligen Tagebauen je nach Bedarf verwendet. Nach 1940 wurden noch für die Tagebaue Espenhain 6 Lokomotiven und für die Sudetenländische Bergbau AG in Brüx 17 Lokomotiven für 1500 V Gleichspannung geliefert.

### Henschel/SSW-Lokomotiven
Als erste Lokomotiven wurden 11 Maschinen der Bauart Henschel/SSW an den Tagebau Deuben geliefert. Anfangs wurden die Lokomotiven noch nicht voll gefordert und daraufhin von anderen Tagebauen im Test mit verwendet. Henschel/SSW-Lokomotiven hat es nur in dem Spannungssystem 1200 V = gegeben. In verschiedenen Einsatzgebieten wurden insgesamt 39 Lokomotiven ausgeliefert.

## Technik
Äußerlich unterschieden sich beide Konstruktionen durch die unterschiedliche Interpretation der Sichtkonzepte der beiden Firmen. Bei den AEG-Lokomotiven sind die zweiachsigen Vorbauten schmaler als das Mittelteil ausgeführt, damit der Lokführer seitlich daran vorbeischauen kann, bei Henschel/SSW waren die Vorbauten genauso breit, dafür aber mehr abgeschrägt, damit der Lokführer darüber schauen kann.
Der bei der Dreiteiligkeit der Lokomotiven zwingend notwendige Achslastausgleich wurde unterschiedlich interpretiert. Bei AEG geschah er mechanisch, bei Henschel/SSW elektrisch. Dafür waren die Mittelteile und Vorbauten bei letzteren kürzer und die Länge über Puffer sowie der Gesamtradstand änderte sich entsprechend.
Gemeinsam waren die Masse und Achslast, der prinzipielle Aufbau aus drei kurzgekuppelten zweiachsigen Gestellen und der Führerstand im Mittelteil. Sie besaßen beide neben den Stromabnehmern für die Oberleitung – bei AEG auf dem mittleren Teil, bei Henschel/SSW jeweils auf den Außengestellen – zusätzlich seitliche Stromabnehmer für die Seitenfahrleitung bei der Beladung der Wagen am Bagger. Die AEG-Lokomotiven waren um 90 kW stärker als die von Henschel/SSW.

### AEG-Lokomotiven
Die AEG-Lokomotiven besaßen bei den Fahrmotoren an beiden Seiten Getriebe für die Kraftübertragung auf die Achsen mittels Tatzlagerantrieb. Jedes Lokteil hatte einen Lüfter für die Fahrmororenbelüftung sowie die erforderlichen Anfahrwiderstände. Die Kühlabluft für die Fahrmotoren wurde bei den Lokomotiven ins Freie geführt.
Der Achslastausgleich wurde bei so gewählt, dass in den Außengestellen der Lok die einzelnen Achsen durch Hebel miteinander verbunden sind. Die einzelnen Triebgestelle sind miteinander so gekoppelt, dass sie vertikal gegeneinander über eine Gelenkkupplung fixiert sind. Sie waren seitlich frei beweglich, vertikal dagegen nicht. Die Lokomotiven besaßen 30 t Ballast.
Die Motorgruppen aus je zwei Motoren besaßen 25 Fahrstufen in Reihenschaltung und 19 Fahrstufen in Parallelschaltung, dazu 25 Bremsstufen. Gesteuert wurden sie mit dem in der Führerstandmitte liegenden Handrad, das von beiden Führerstandseiten aus bedient werden konnte. Ursprünglich waren die Lokomotiven mit Gleichspannung von 1200 V ausgerüstet, ab 1940 wurden auch solche mit 1500 V ausgeliefert.

### Henschel/SSW-Lokomotiven
Der Achslastausgleich bei Henschel/SSW erlaubte eine andere Raumaufteilung in den einzelnen Gestellen. Der Übergang des Mittelteiles der Lokomotiven wurde etwas reduziert ausgeführt. Das Mittelteil besaß keinen separaten Lüfter. Dafür waren die Lüfter in den Endgestellen höher ausgelegt, dass sie die Motoren des Innenteils über einen Faltenbalg mit kühlen konnten. Die Kühlluft der Fahrmotoren wurde durch die Anfahrwiderstände geleitet, was einen zusätzlichen Staubschutz brachte.
Die Motoren besaßen eine zusätzliche Nebenschlußwicklung, ansonsten waren die Achsen vertikal frei beweglich. Zur Verminderung von Schlingerneigung wurden die einzelnen Gestelle seitlich jeweils gegeneinander angelenkt.
Die einzelnen Motorgruppen besaßen elf Fahrstufen in Reihenschaltung und sieben in Parallelschaltung, zusätzlich noch eine Feldschwächungsstufe. Es waren zwölf Bremsstufen vorhanden.

## Nachkriegszeit

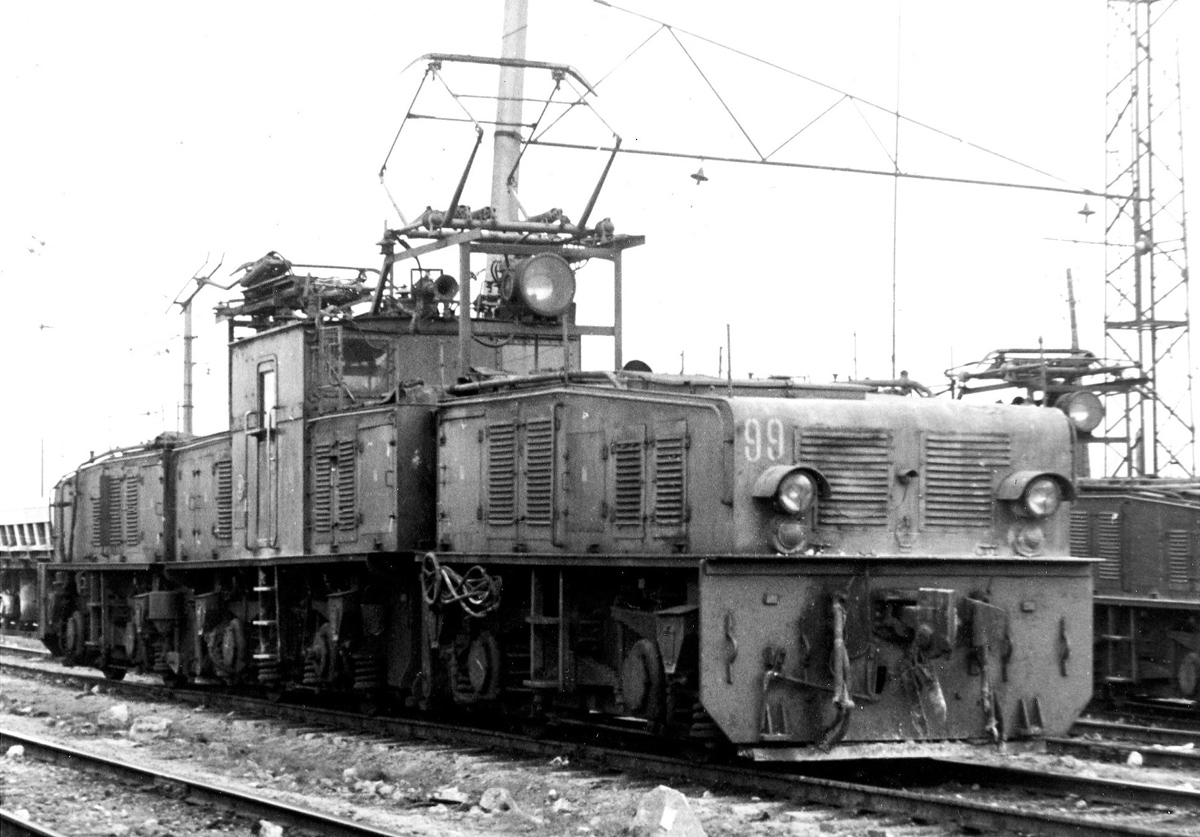
Nachbau der AEG KEL 3 von Skoda Pilsen als Typ 21E in der damaligen Sowjetunion

### Reparationen und Abgaben
Nach dem Zweiten Weltkrieg wurden neben vielen ostdeutschen Industrieanlagen auch einige KEL 3 als Reparationen von der Sowjetunion übernommen, um deren Kriegsverluste teilweise auszugleichen. Von den KEL 3 wurden 4 Lokomotiven von AEG und 19 Lokomotiven von Henschel/SSW abgefahren. Hauptsächlich traf es Lokomotiven aus dem Raum Bitterfeld und Deuben. Nicht betroffen waren Lokomotiven des Tagebaues Espenhain und aus dem Geiseltal.
Lt. V. A. Rakov wurden 16 Lokomotiven von Henschel/Siemens auf die Russische Breitspur mit SA3-Kupplung umgebaut. Außerdem wurden in der Sowjetunion die vorhandene elektrische direkte Steuerung durch eine indirekte ersetzt sowie höher liegenden Stromabnehmer und zusätzliche Luftbehälter auf dem Dach angebracht. Die Lokomotiven wurden im Moskauer Lokomotivreparaturwerk entsprechend umgebaut und als Reihe PE 150 bezeichnet.
Als Einsatzgebiet wird nach Quelle einer russischen Eisenbahnzeitung das Revier um Korkino vermutet.
Die Lokomotiven aus Brüx wurden nach 1945 Eigentum der Tschechoslowakei.

### Weiterbetrieb durch die DDR
In der DDR wurde die Wiederaufarbeitung von Schadlokokomotiven und die Komplettierung von vor dem Krieg angearbeiteten Maschinen durchgeführt. Im Revier Deuben waren noch zehn Lokomotiven von Henschel/SSW, in Bitterfeld eine von AEG und drei von Henschel/SSW, in Espenhain sechs Lokomotiven von AEG und im Geiseltal elf Lokomotiven von AEG vorhanden. Dazu kamen fünf Lokomotiven, die von AEG vor dem Kriegsende angearbeitet, aber nicht mehr fertiggestellt wurden. Diese Lokomotiven wurden mit allen verfügbaren Teilen zusammengebaut (als zweiteilige Lok oder mit Fahrmotoren geringerer Leistung) und danach bei den Tagebau Greifenhain, Tagebau Pirkau und in Bitterfeld eingesetzt. Diese Lokomotiven waren durch ihre Abweichung von der Serie in der Instandhaltung unwirtschaftlich und gehörten zu den ersten Lokomotiven, die ausgemustert wurden.
Eine Weiterentwicklung gab es in der DDR nicht. Die Aktivitäten konzentrierten sich auf die Entwicklung der Baureihe LEW EL 2 als Drehgestelllokomotiven, das in der Zwischenzeit die Fahrmotorleistung von 275 kW auf 350 kW gesteigert werden konnte. Die KEL 3 fuhren in Espenhain noch bis Ende der 1970er Jahre. Die letzten KEL 3 (AEG) fuhren im Geiseltal, wo die letzte Lokomotive 1-247 erst 1989 ausgemustert wurde.
Die Lokomotiven waren zum einen sehr robust. Das brachte ihnen bei den Personalen einen entsprechenden Ruf sowie Spitznamen wie Jumbo oder Tarzan ein.

### Nachbauten
In der DDR wurde die Lokomotive nach dem Krieg als Drehgestelllokomotive als Typ LEW EL 1 für den Export weiterentwickelt. In der ČSSR wurden die dort verbliebenen Exemplare als Škoda-Typ 10Elo weitergebaut. Weitere Entwicklungen erfolgten beim Hersteller als Typen 21E, 37E, 26Em, 27E für den Eigenbedarf und für den Export in die Sowjetunion, die Volksrepublik China und nach Bulgarien.